# Piet Alberts (verzetsstrijder)
Piet Alberts (Nieuw-Weerdinge, 5 juli 1918 -  Hengelo, 5 december 1991) was een Nederlandse verzetsstrijder tijdens de Tweede Wereldoorlog. Zijn verzetsnaam was Blonde Piet. 

## Levensloop
De textielarbeider Piet Alberts was actief lid van de Gereformeerde Jongelingsvereniging te Enschede. Daar ontmoette hij wekelijks Johannes ter Horst, de latere leider van KP-Enschede en KP-Twente. Vanuit zijn gereformeerde achtergrond ging hij in 1943 over tot gewapend verzet. Hij maakte vrijwel vanaf het begin deel uit van de KP-Enschede. 
Piet Alberts voerde met KP-Enschede tientallen overvallen uit op distributiekantoren en bevolkingsregisters. Bovendien was hij betrokken bij de beroemde bevrijding van 54 gevangenen uit het Huis van Bewaring te Arnhem op 11 juni 1944.
Zijn zoon Gejo Alberts schreef een biografie over zijn vader: Blonde Piet.